# Fombuena
Fombuena es un municipio de España del Campo Romanos, en la provincia de Zaragoza, comunidad autónoma de Aragón. Tiene un área de 26,37 km² con una población de 54 habitantes (INE 2008) y una densidad de 2,05 hab/km².

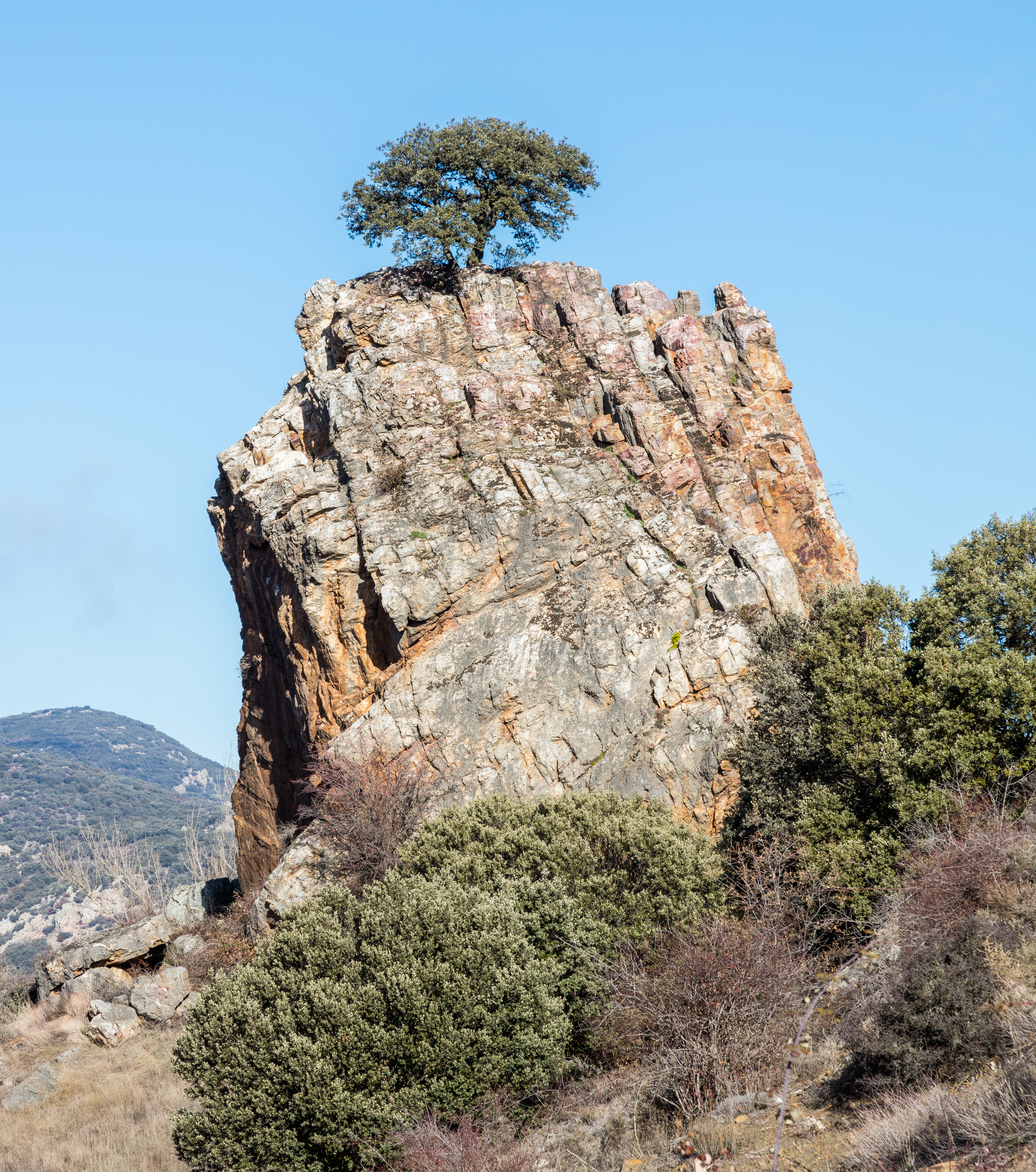
Carrasca sobre una formación rocosa en las afueras del municipio

## Demografía
Fombuena cuenta con una población de 55 habitantes (INE 2024).
| Gráfica de evolución demográfica de Fombuena entre 1842 y 2021                                                      |
| |
| Población de derecho según los censos de población del INE Población de hecho según los censos de población del INE |

## Economía

### Evolución de la deuda viva municipal
El concepto de deuda viva contempla solo las deudas con cajas y bancos relativas a créditos financieros, valores de renta fija y préstamos o créditos transferidos a terceros, excluyéndose, por tanto, la deuda comercial.
Entre los años 2008 a 2014 este ayuntamiento no ha tenido deuda viva.

## Administración y política
| Período   | Alcalde                    | Partido |  |
| --------- | -------------------------- | ------- |  |
| 1979-1983 | José Lorente Palacios      | Ind.    |  |
| 1983-1987 |                            |         |  |
| 1987-1991 |                            |         |  |
| 1991-1995 |                            |         |  |
| 1995-1999 |                            |         |  |
| 1999-2003 |                            |         |  |
| 2003-2007 |                            |         |  |
| 2007-2011 |                            |         |  |
| 2011-2015 | Carlos Jaime Mainar Ullate | PSOE    |  |
| 2015-2019 | Carlos Jaime Mainar Ullate | PSOE    |  |
| 2019-2023 | Carlos Jaime Mainar Ullate | PSOE    |  |
| 2023-2027 | Carlos Jaime Mainar Ullate | PSOE    |  |

| Partido político    | Partido político                                   | 2003   | 2007   | 2011   | 2015   | 2019   | 2023   |
| Partido político    | Partido político                                   | Ediles | Ediles | Ediles | Ediles | Ediles | Ediles |
|                     | Partido de los Socialistas de Aragón (PSOE-Aragón) | 1      | 1      | 1      | 2      | 3      | 3      |
|                     | Partido Popular de Aragón (PP)                     | —      | —      | —      | 1      | —      | —      |
|                     | Partido Aragonés (PAR)                             | —      | —      | —      | —      | —      | —      |
| Total de concejales | Total de concejales                                | 1      | 1      | 1      | 3      | 3      | 3      |

## Patrimonio

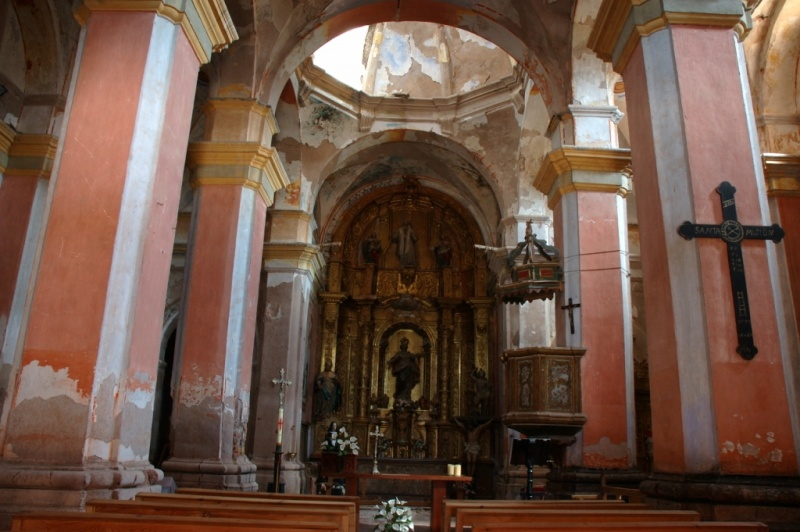
Interior de la iglesia

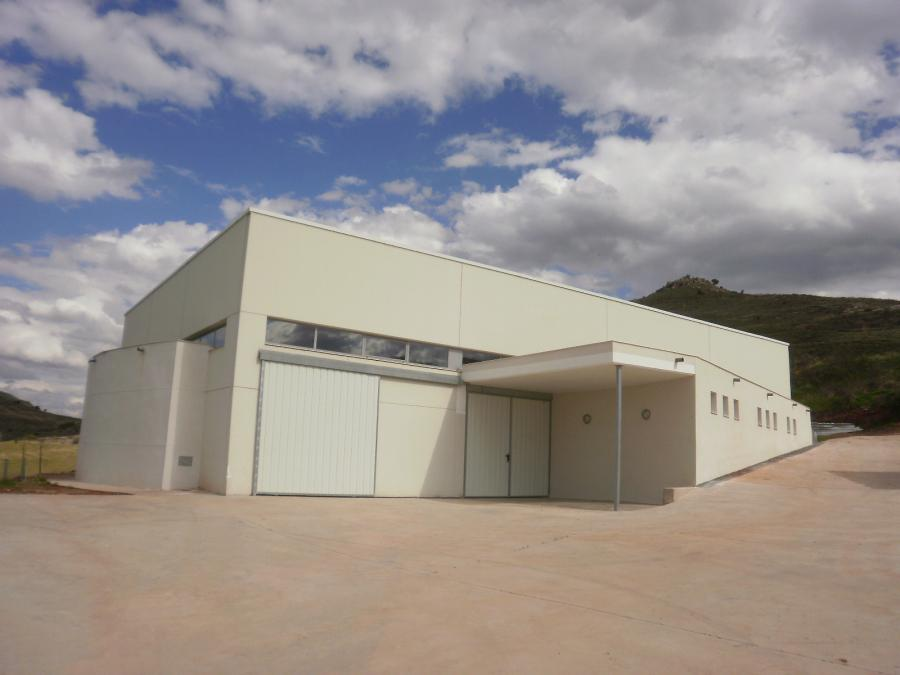
Pabellón de Fombuena

En Fombuena destaca la gran iglesia de la Asunción de la Virgen, del siglo XVII, en cuyo interior se conservan retablos de la misma época. Hay también varias fuentes en los alrededores de la población, una de ellas en forma de arco apuntado que es denominada Fuente el Espino.
Otros atractivos de Fombuena son el peirón de San Antón y la popular carrasca que crece en la cima de un peñasco.
El pabellón municipal es un edificio abierto al paisaje, desarrollado en una planta y con versatilidad suficiente para el desarrollo de diferentes actividades; sociales, culturales, lúdicas o deportivas.